# Hamodes propitia
Hamodes propitia är en fjärilsart som beskrevs av Félix Édouard Guérin-Méneville 1830. Hamodes propitia ingår i släktet Hamodes och familjen nattflyn. Inga underarter finns listade i Catalogue of Life.

## Bildgalleri

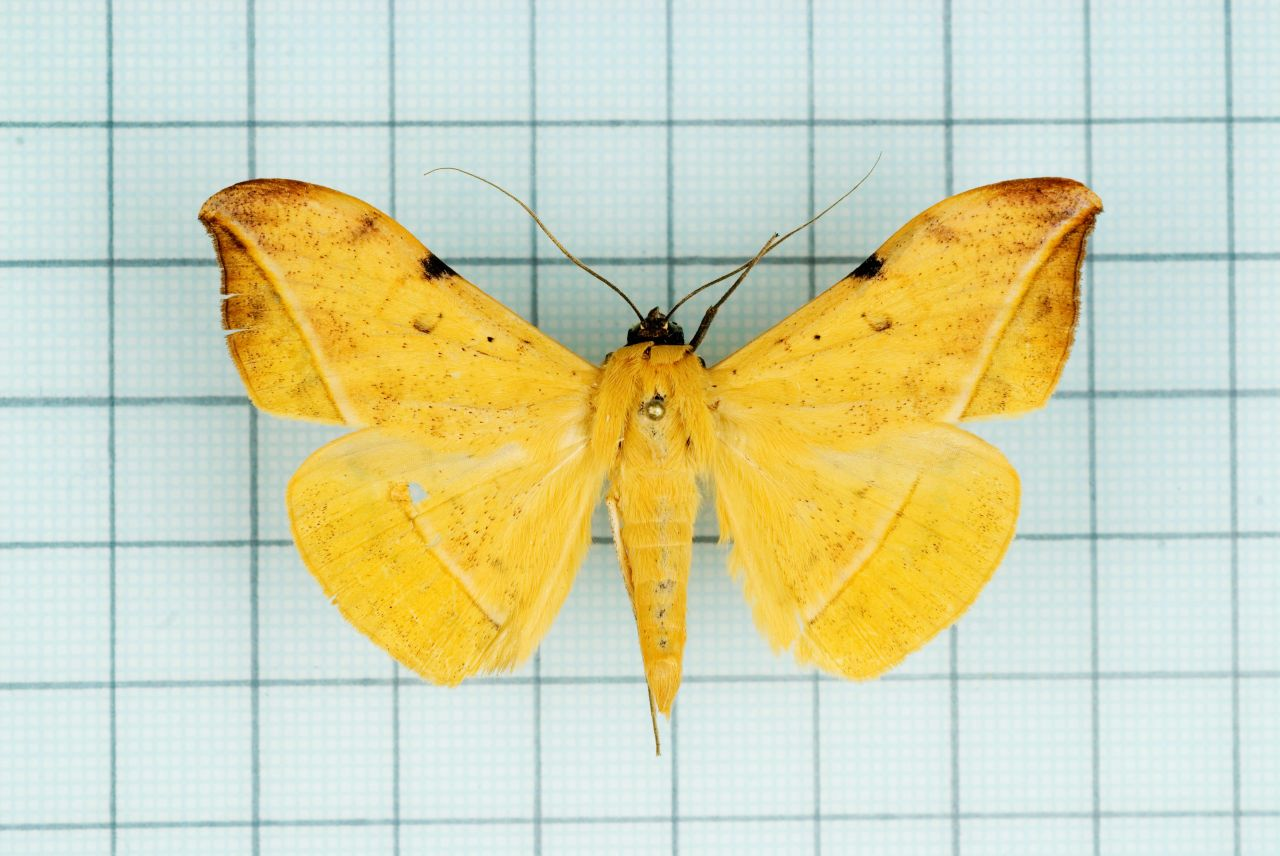